# デュアルネットワークサービス
デュアルネットワークサービスは、かつて日本の携帯電話会社NTTドコモが提供していたmovaとFOMAを同じ番号で利用できるサービスである。

## 概要
FOMA草創期、エリアが狭かった頃に利用されていた。またmovaとFOMAの一体型端末である、N2701はデュアルネットワークを利用している。2009年3月31日に新規契約を終了し、movaサービス終了の2012年3月31日にサービスを終了した。
movaで国際ローミングサービスであるWORLD WINGを利用する際、海外専用カードに切り替えるが、ユーザーを一旦FOMAに移行した扱いにし海外ではFOMA・国内ではmovaに切り替えて擬似ローミングさせている為、切り替え番号も同じなら、海外端末としてレンタルしているのは普通のFOMA端末であることから、同様のサービスを利用している。
切り替えるには、端末のNW設定等で切り替えるか、1540へ発信しネットワーク暗証番号を入力することで、切り替えができる。
メールは双方で受けることができる。movaで受信する場合はWebメールにしたり、movaで受信したメールは削除するなど、設定で変更することができる。
なお、デュアルネットワークサービスはあくまでFOMAのオプションサービスであり、ユーザーの契約もFOMAのものとなっている。

## 利用料金
- 利用料金300円（税別）留守番電話とセットの場合100円安くなる。